# 예천 용문사 대장전과 윤장대
예천 용문사 대장전과 윤장대(醴泉龍門寺大藏殿과 輪藏臺)는 대한민국 경상북도 예천군 용문사에 있다. 보물 제145호 '예천 용문사 대장전(醴泉 龍門寺 大藏殿)과 보물 제684호 윤장대(輪藏臺)'를 통합해 2019년 12월 2일 한 건의 국가지정문화재 국보 제328호로 승격 지정되었다.

## 국보 지정사유
예천 용문사는 신라 경문왕대 두운선사(杜雲禪師)가 당나라에서 돌아와 초암을 짓고 정진한데서부터 비롯되었으며, 후삼국 쟁탈기에 왕건과 관계를 맺으며 사찰로서의 면모를 갖추게 되었다.
대장전과 윤장대는 고려 명종 3년(1173년) 국난(김보당의 난) 극복을 위해 조응대선사(祖膺大禪師)가 발원하고 조성한 것으로, 고대 건축물로는 매우 드물게 발원자와 건립시기, 건립목적이 분명하게(重修龍門寺記/1185년) 드러나 있다. 대장전과 윤장대는 초창 이래 여러 차례 수리된 것으로 확인되는데, 최근 동(오른쪽)* 윤장대에서 확인된 천계오년(天啓午年, 1625) 묵서명과 건축의 양식으로 미뤄볼 때 17세기에 수리되어 현재까지 이어져 오는 것으로 보고 있다.
- 동․서 방위 : 건물을 바라보는 사람 기준

대장전은 일반적으로 불교경전을 보관하는 건물인데, 용문사 대장전은 윤장대를 보호하기 위해 특별히 건립된 건물이라는 특징을 지녔다. 용문사 대장전은 다포계* 맞배(책을 엎어놓은 모습)지붕 건물로 초창(1173년) 이후 8차례 이상의 중수가 있었으나 초창당시의 규모와 구조는 유지되고 있다.
중수과정을 거치면서 건축 양식적으로 현재는 17세기말 모습을 하고 있으나 대들보와 종보의 항아리형 단면, 꽃병이나 절구형태의 동자주(짧은 기둥)에서 여말선초의 고식(古式)수법이 확인된다.
- 다포식(多包式) : 공포를 기둥 위뿐만 아니라 기둥 사이에도 배열한 공포 형식

무엇보다 대장전은 윤장대를 보관하고 있는 국내 유일의 경장건축*이라는 데서 독특한 가치가 있다.
- 경장건축 : 경전(經典)을 보관하는 건축물

윤장대는 불교 경전을 보관하는 회전식 경장(經藏)으로 전륜장, 전륜경장, 전륜대장이라고도 한다. 예로부터 윤장대를 한번 돌리면 경전을 한번 읽는 것과 같다는 공덕신앙이 더해져 불경을 가까이 할 시간이 없는 대중들에게 각광을 받았다.
윤장대는 고려 초 중국 송대(宋代)의 전륜장 형식을 받아들여 제작한 것으로 생각되며, 영동 영국사와 금강산 장안사 등에도 윤장대 설치 흔적과 기록이 남아 있다. 그러나 현재는 예천 용문사 윤장대만이 유일하게 같은 자리에서 846년 동안 그 형태와 기능을 이어오며 불교 경장신앙을 대변하고 있다. 대장전 내부 양쪽 옆면 칸에 좌우 대칭적으로 1좌씩 설치되어 있으며, 8각형의 불전 형태로 제작되어 중앙의 목재기둥이 회전축 역할을 하여 돌릴 수 있다. 8각 면의 창호 안쪽에 경전을 넣을 수 있는 공간이 있다.
특히, 윤장대 동쪽은 교살창, 서쪽은 꽃살창으로 간결함과 화려함을 서로 대비시킨 점, 음양오행과 천원지방의 동양적 사상을 의도적으로 내재시켜 조형화(① 회전축에 원기둥과 각기둥 사용, ② 머름청판* 풍혈*을 양각과 음각으로 조각, ③ 凹·凸과 음·양 수로 구성된 회전축 밑단의 초석부재 등) 시켰다는 점에서 뛰어난 독창성과 예술성이 인정된다. 또한, 그 세부 수법 등에서 건축‧조각‧공예‧회화 등 당시의 기술과 예술적 역량이 결집된 종합예술품이라는 점에서도 가치가 크다.
- 머름청판 : 창문․창틀 아래 공간을 막아댄 널판
- 풍혈 : 가구 속의 통풍을 위하여 뚫어 놓은 구멍

이처럼 예천 용문사 대장전과 윤장대는 고려 시대에 건립되어 여러 국난을 겪으면서도 초창 당시 불교 경장 건축의 특성과 시기적 변천 특징이 기록 요소와 함께 잘 남아있다. 특히 윤장대는 불교 경전신앙의 한 파생 형태로 한쌍으로된 윤장대는 동아시아에서도 그 사례가 없고 국내 유일이라는 절대적 희소성과 상징성에서도 국보로 승격 가치가 있다고 판단된다.

### 대장전

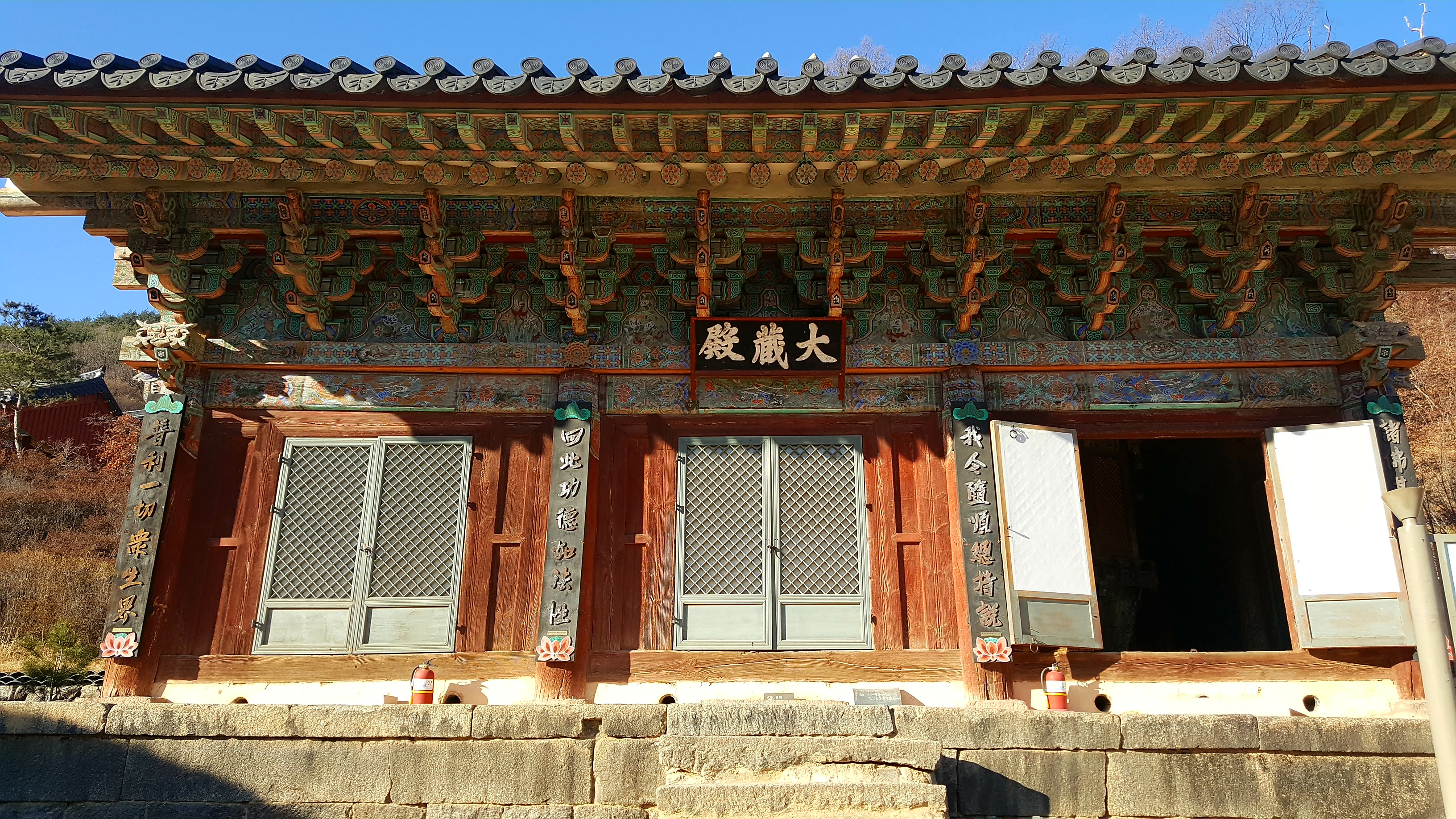
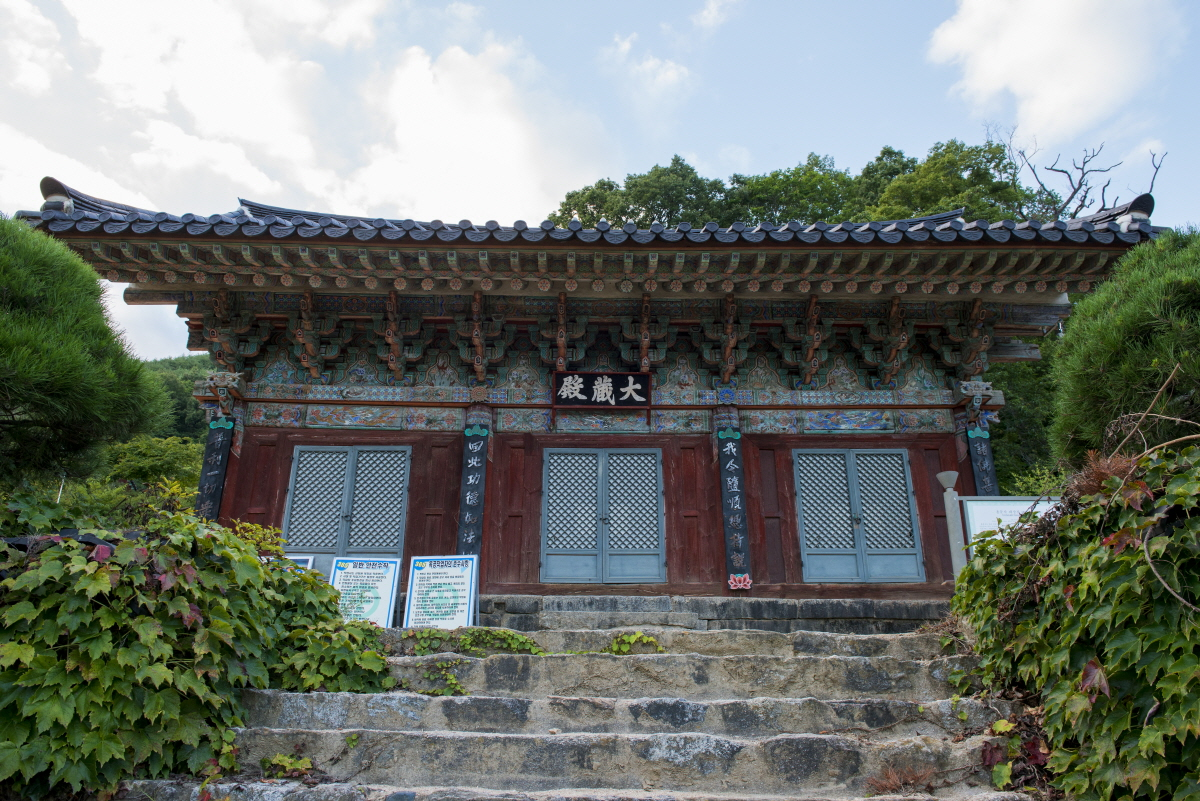
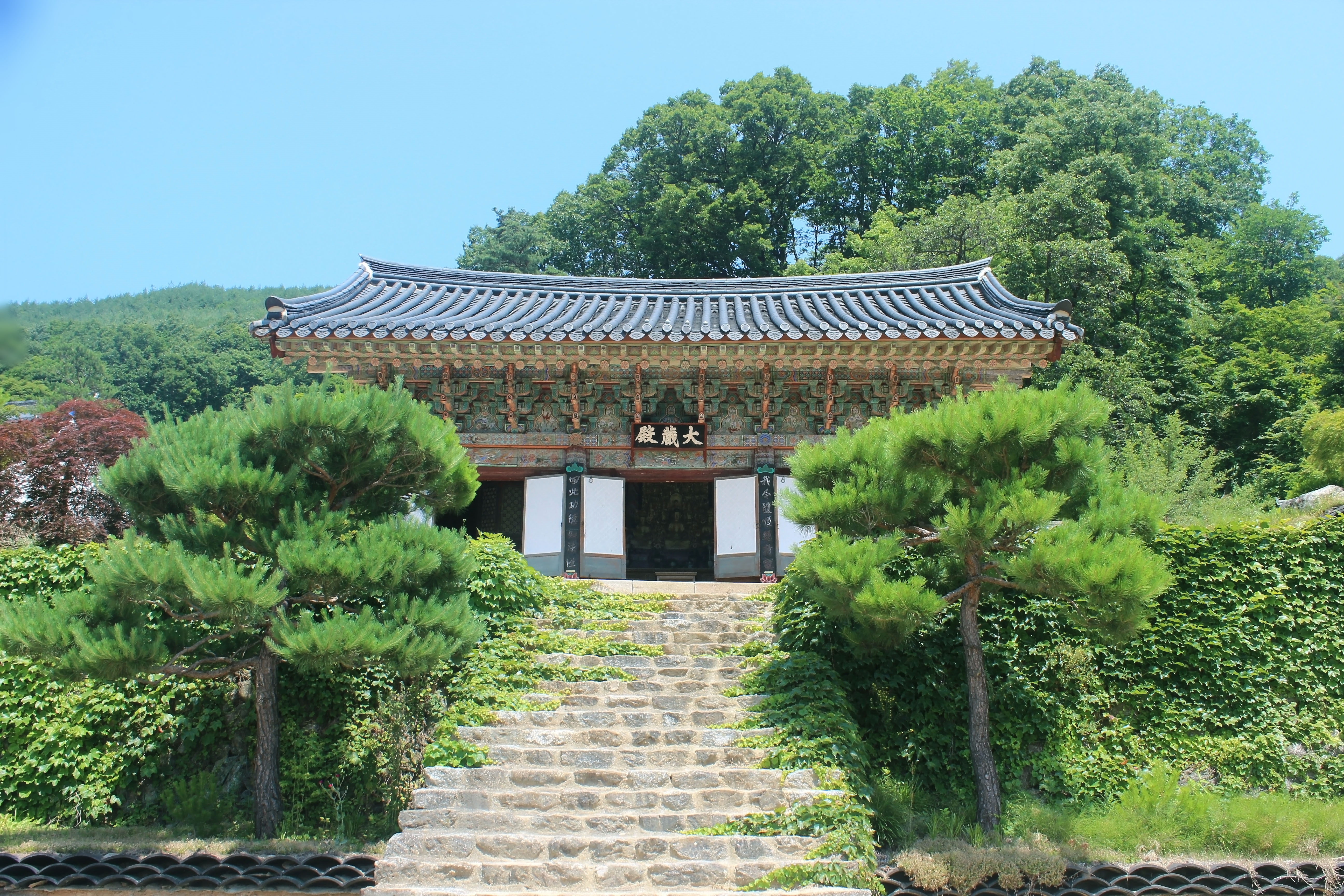

### 윤장대

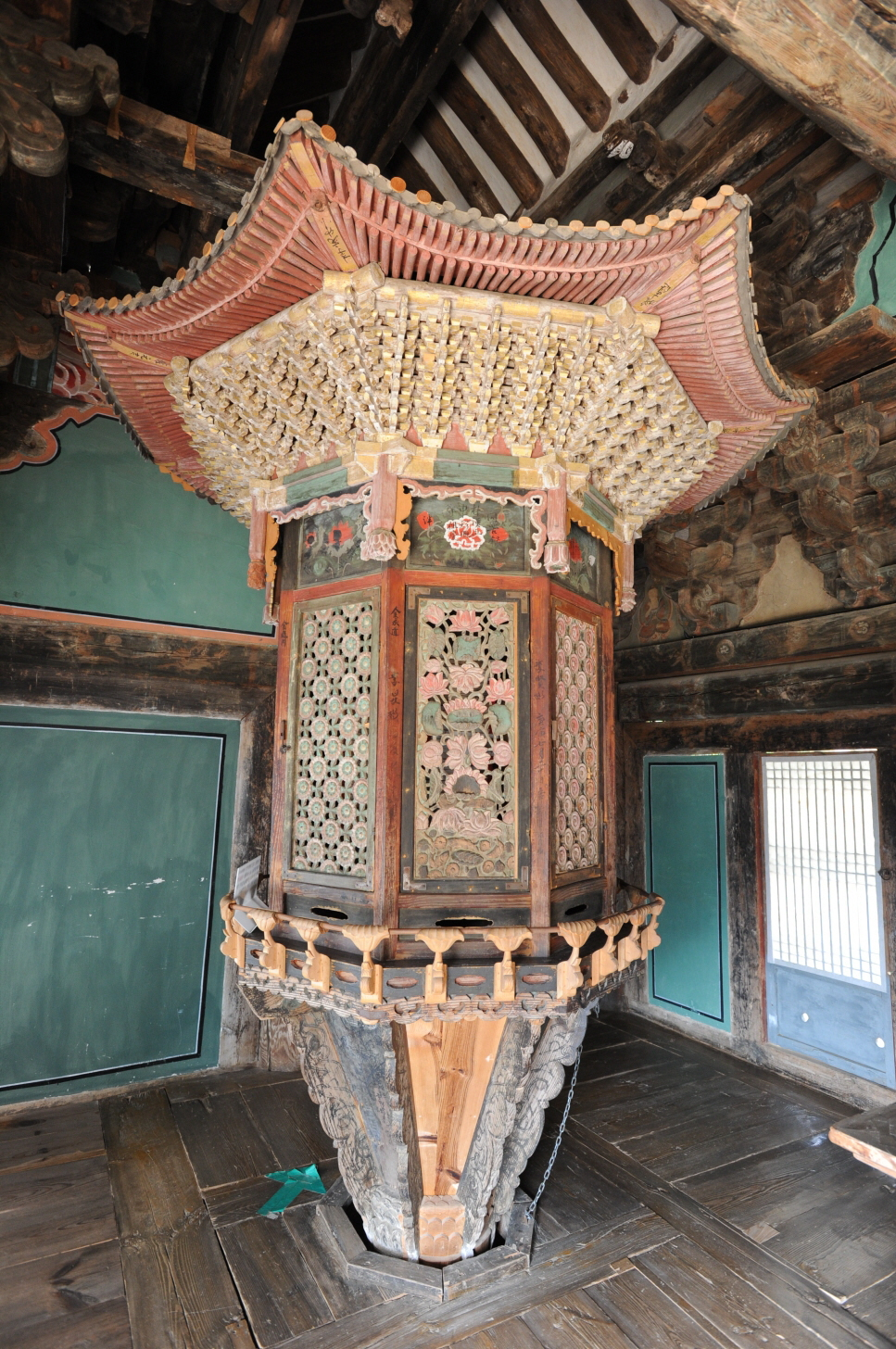
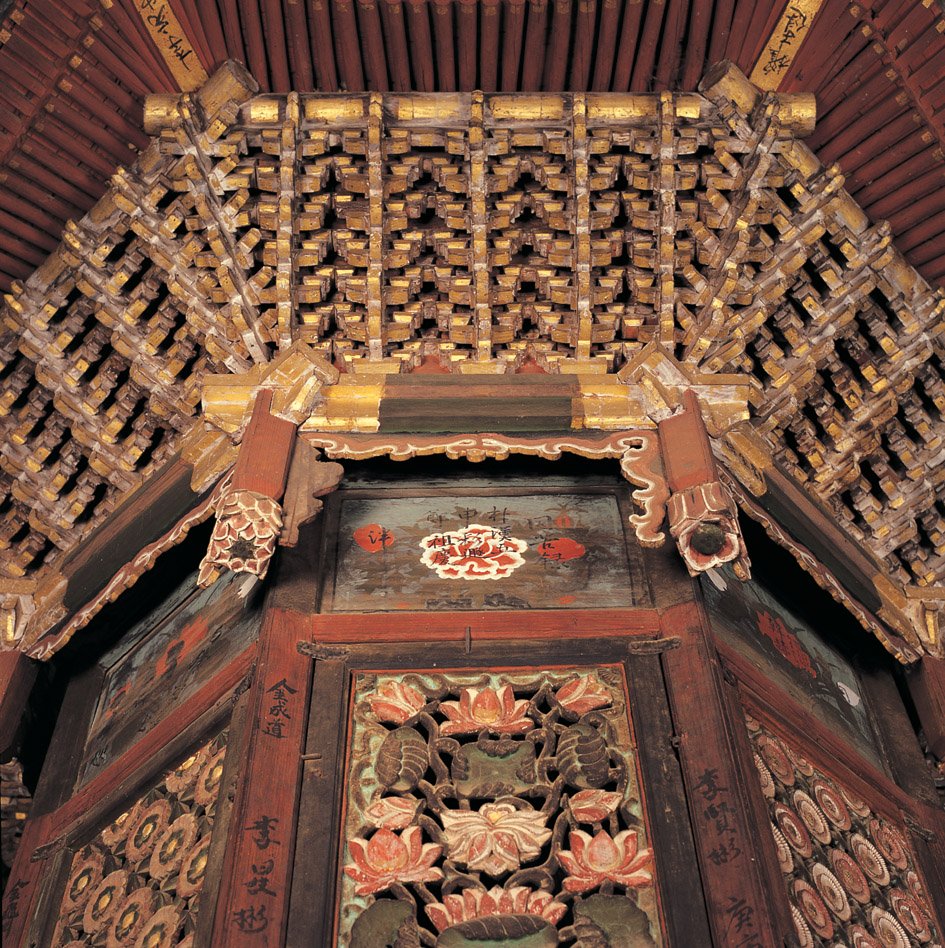
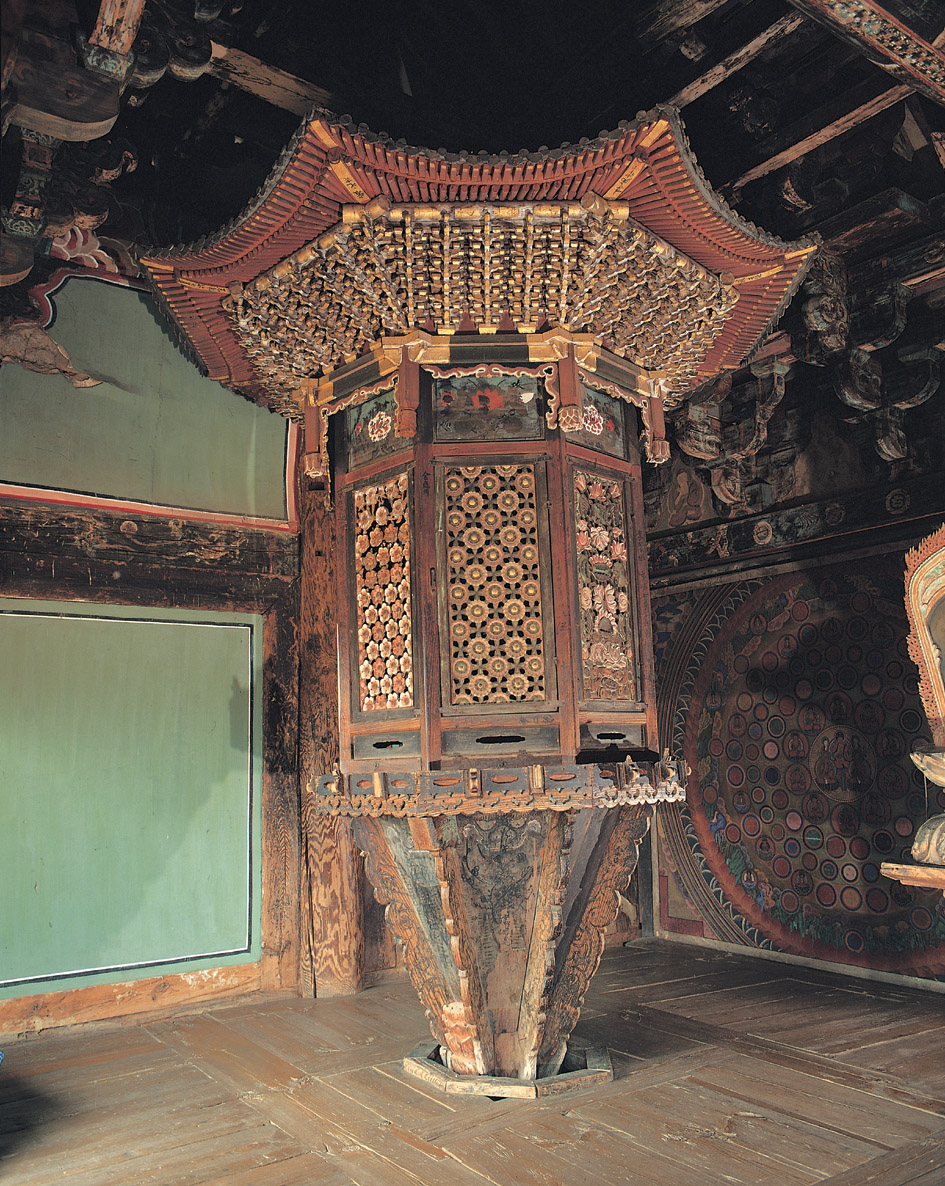
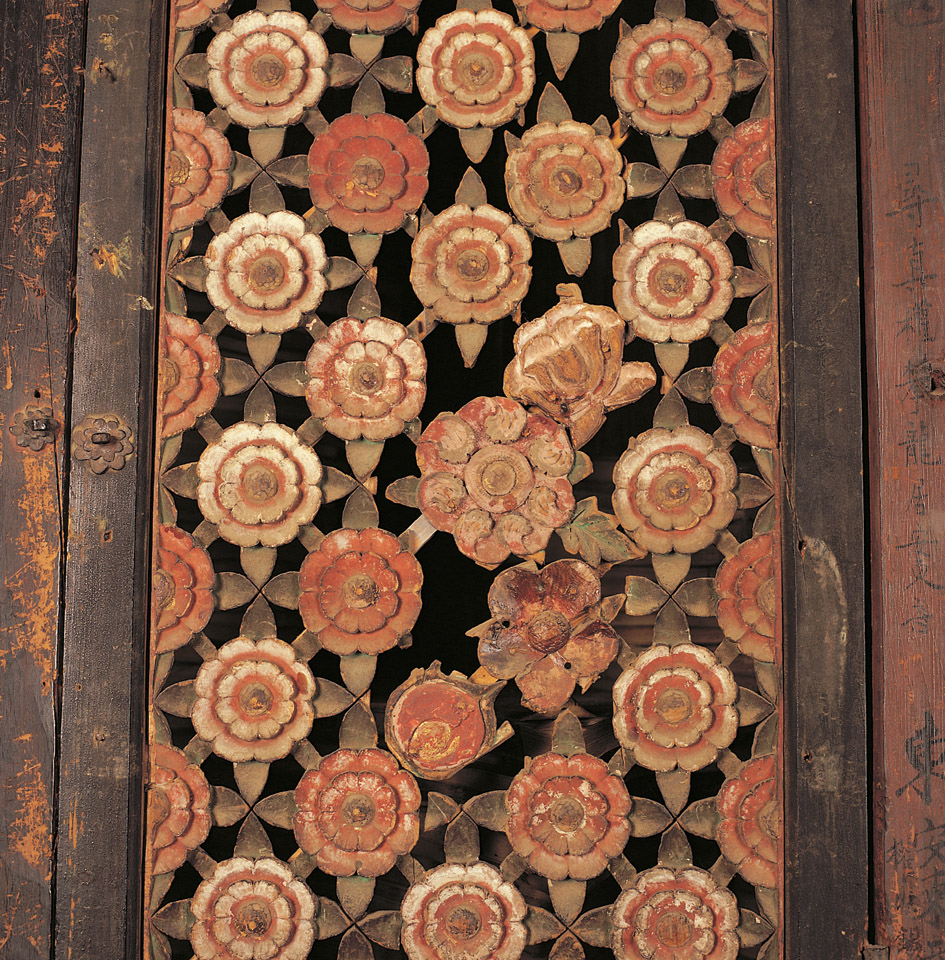
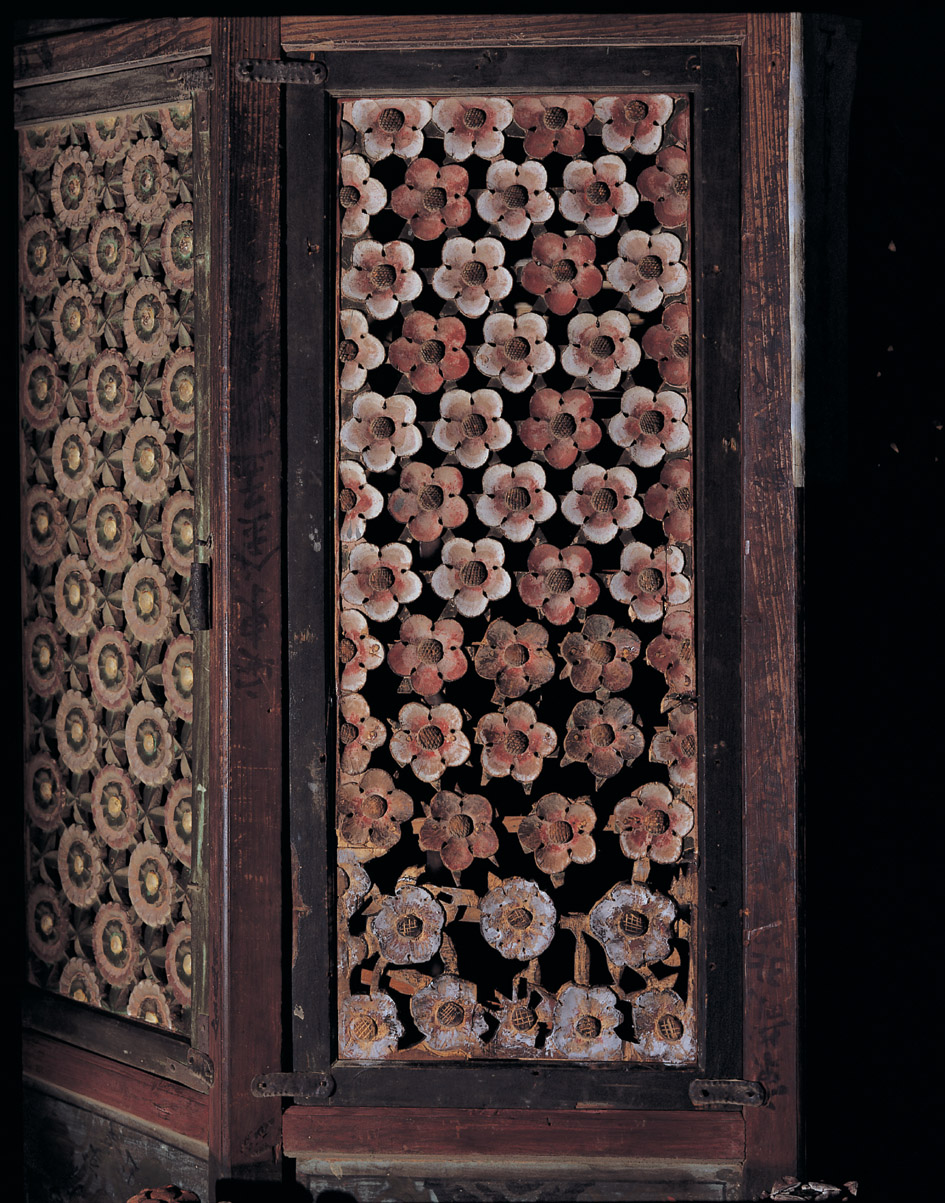
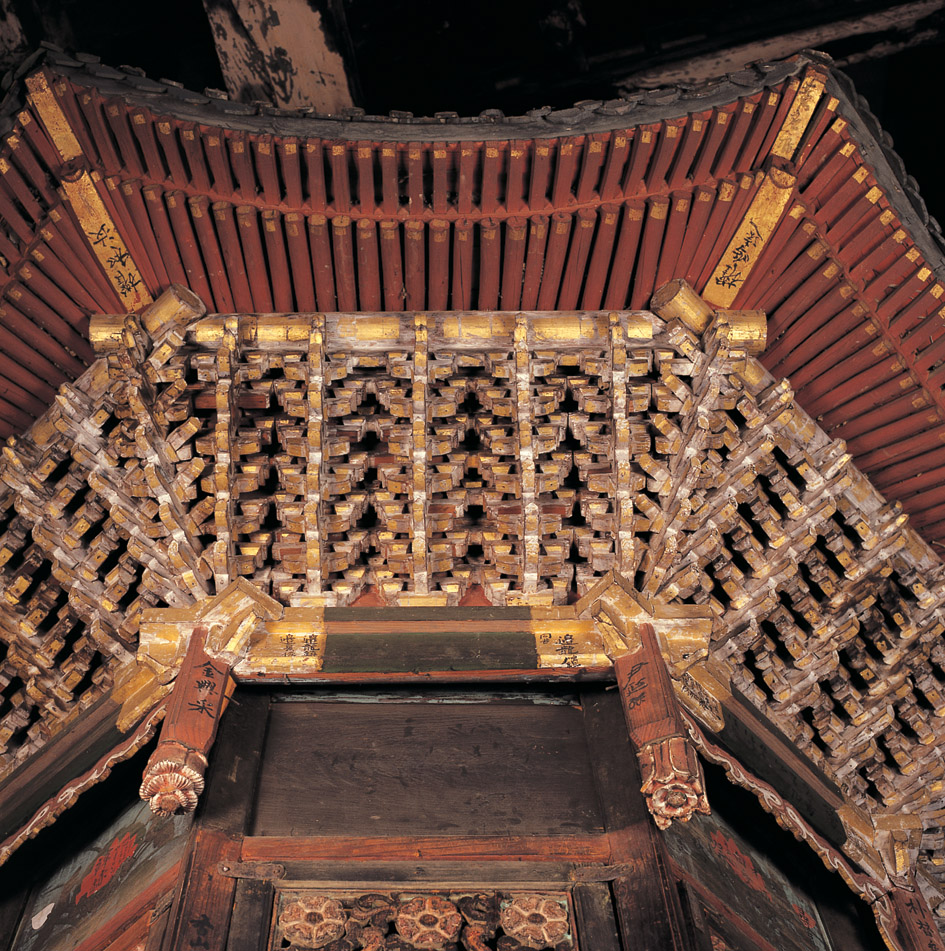
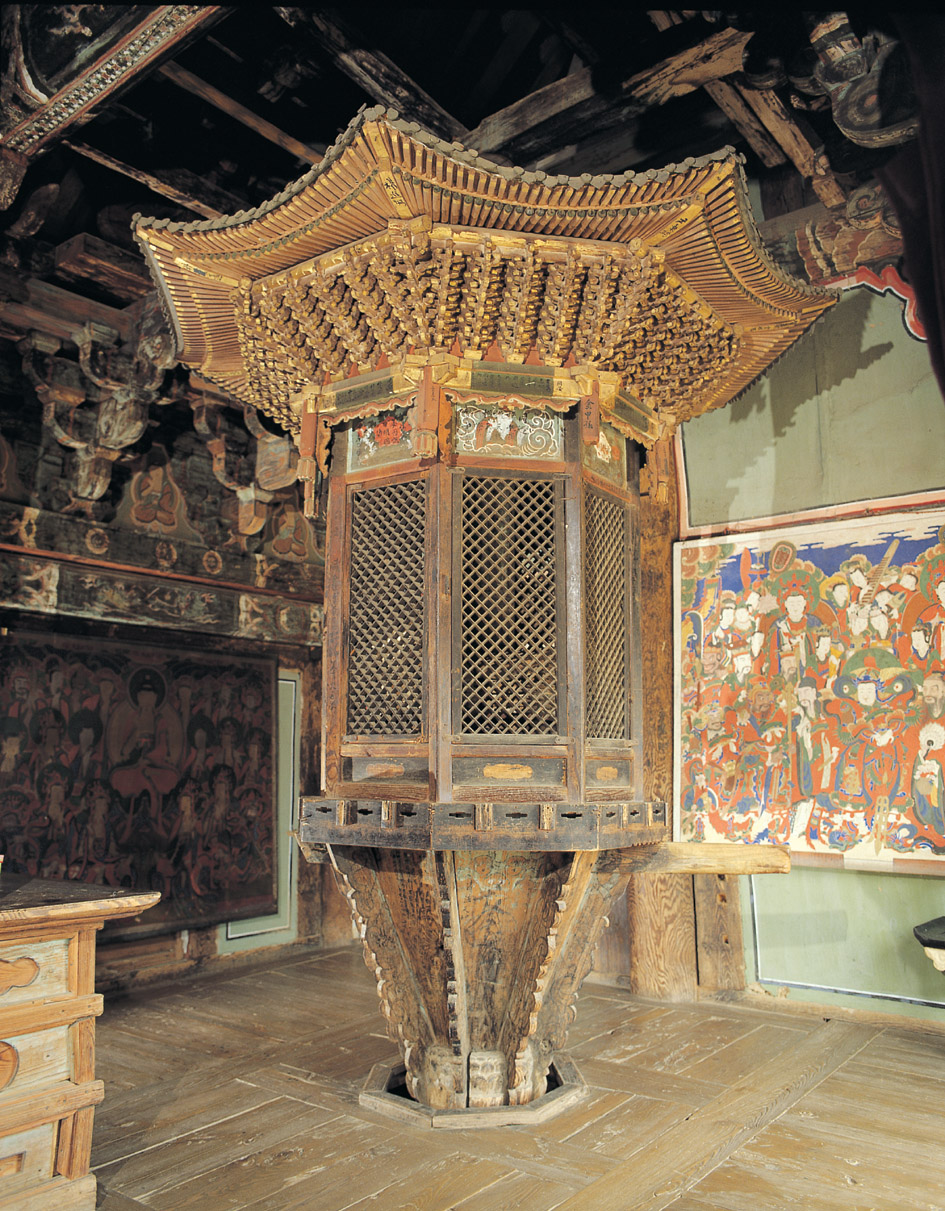
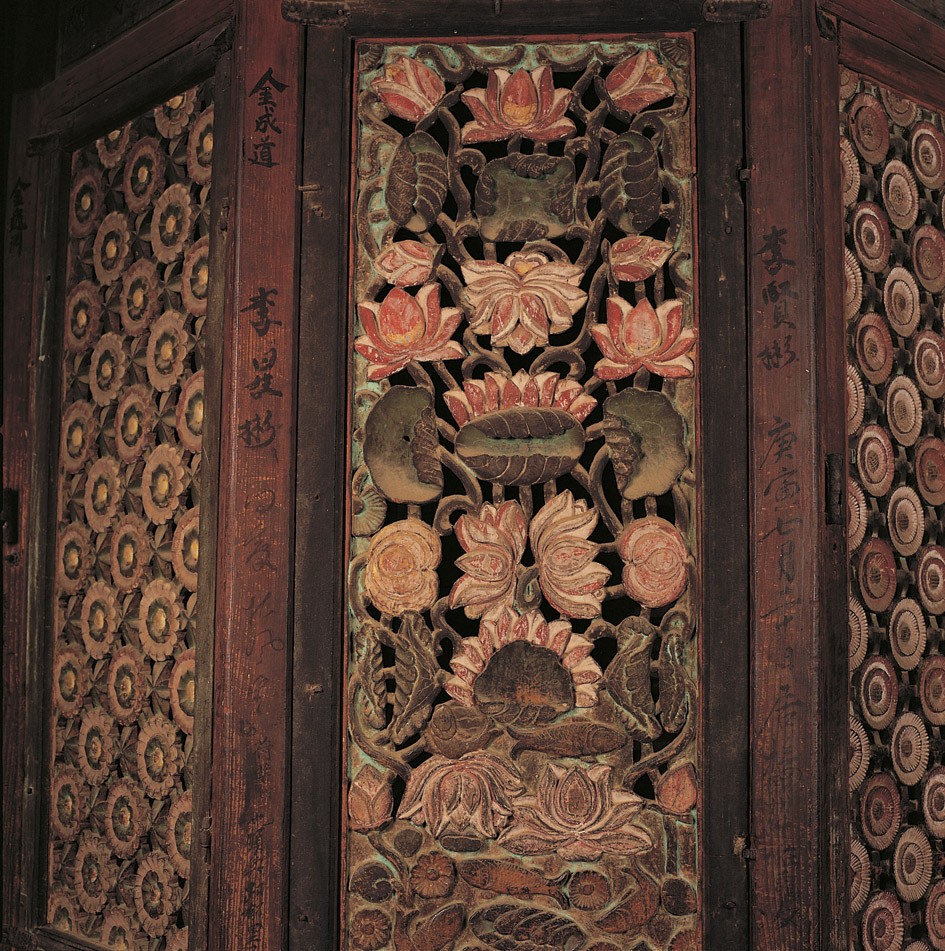
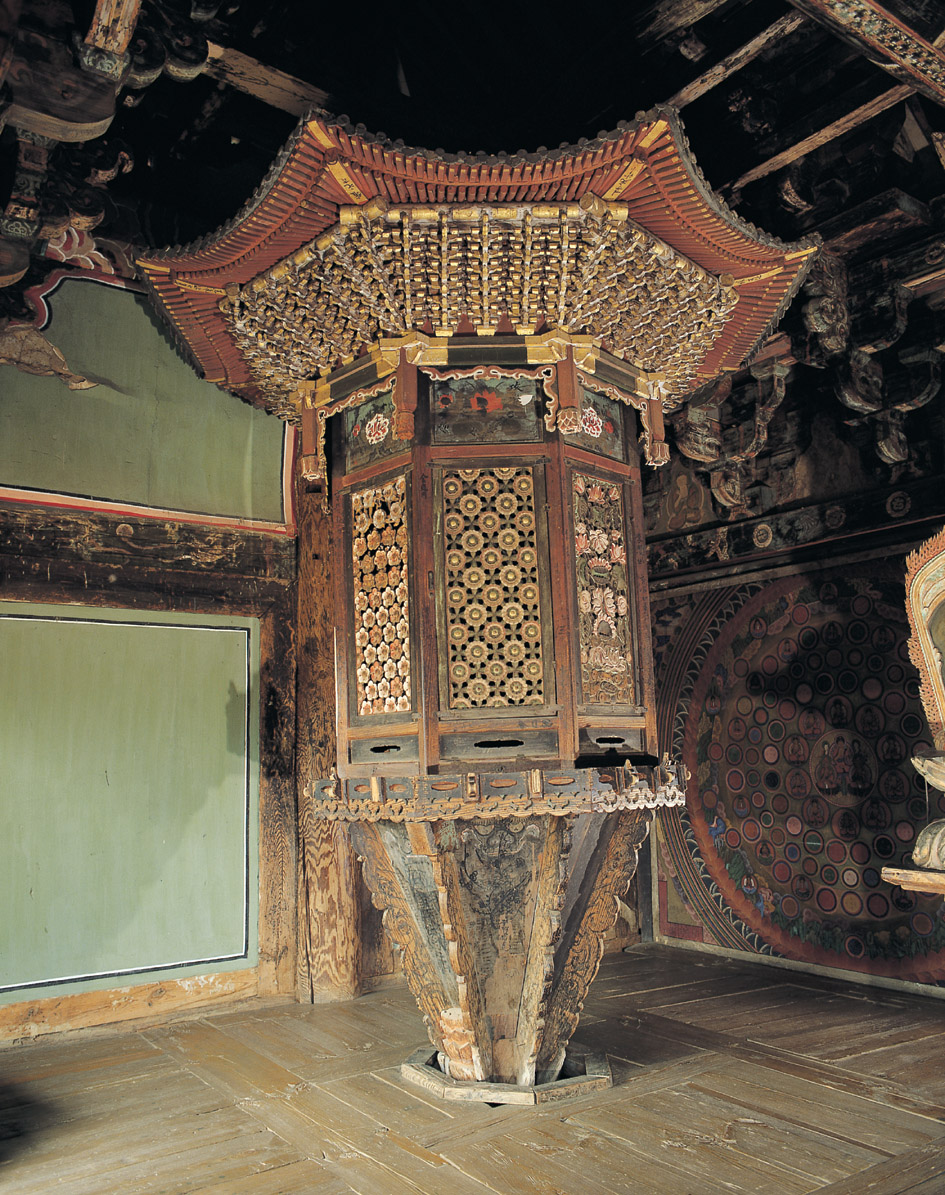
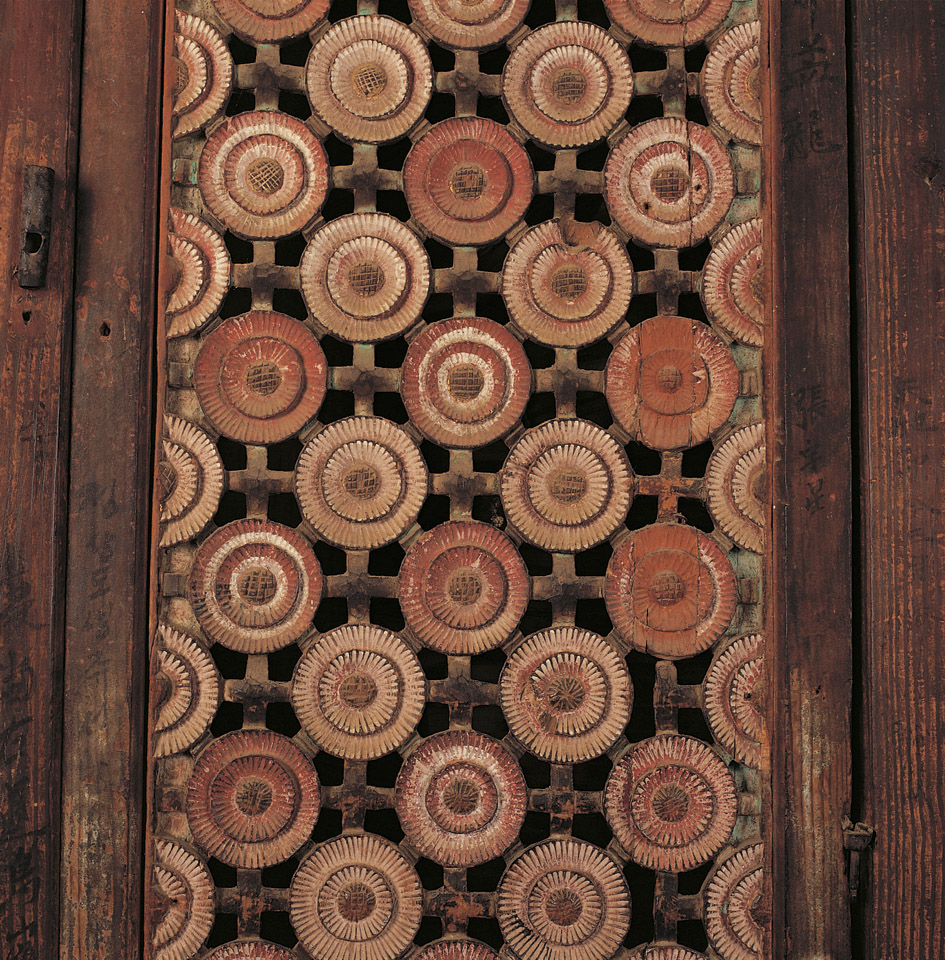
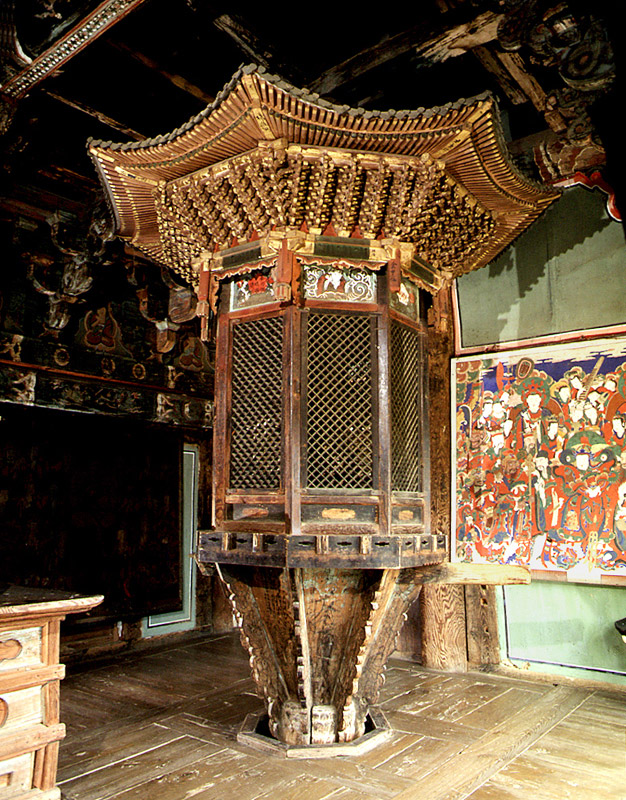
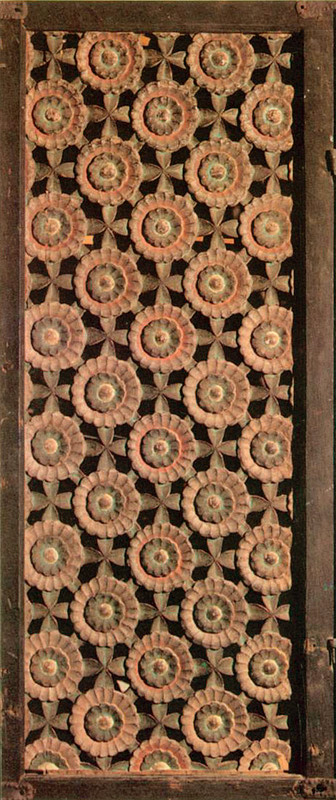
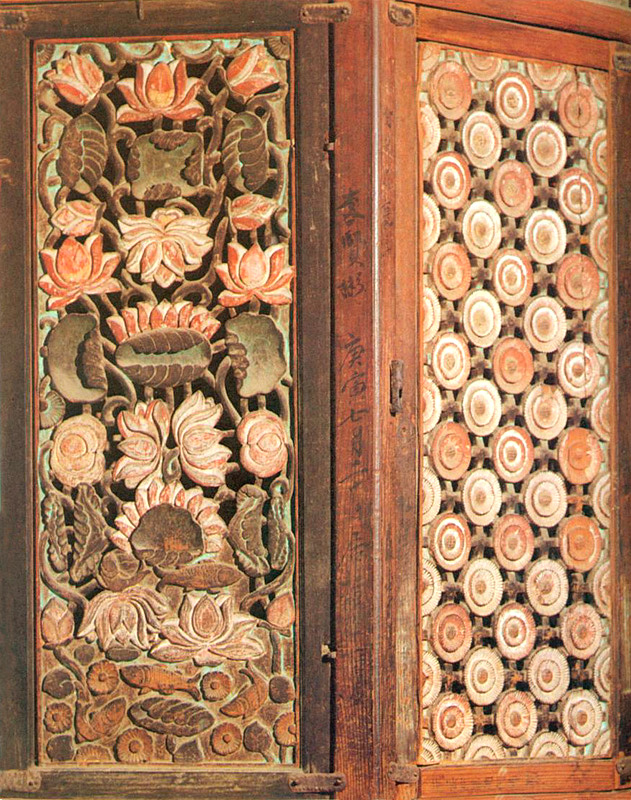

## 같이 보기
- 용문사

## 참고 문헌
- 예천 용문사 대장전과 윤장대 - 국가유산청 국가유산포털
- 윤장대, 천년의 비밀 - 유튜브